# Xiphophorus gordoni
Xiphophorus gordoni é uma espécie de peixe da família Poeciliidae.
É endémica do México.